# Ignacy Łobos

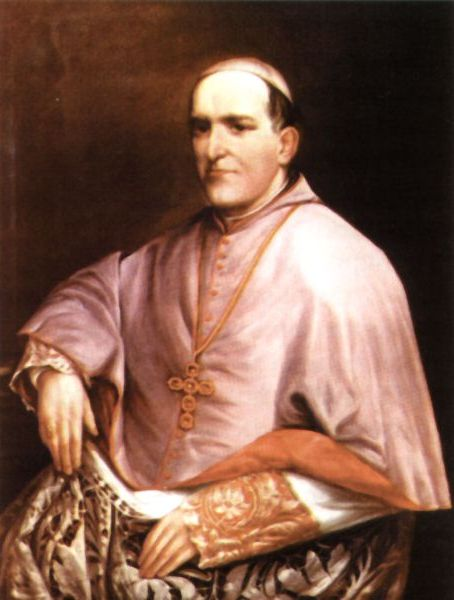
Ignacy Józef Łobos (1859–1900), Bischof von Tarnów von 1886 bis 1900

Ignacy Józef Łobos (* 16. August 1827 in Drohobytsch, Galizien; † 15. April 1909 in Tarnów) war Apostolischer Administrator bzw. Bischof von Tarnów.

## Leben
Der im Kronland Königreich Galizien und Lodomerien geborene Sohn aus einer Handwerkerfamilie besuchte das Basilianer Drohobych Gymnasium in Sambor und studierte anschließend Philosophie und Theologie in Przemyśl. Am 7. Juli 1851 wurde er von Bischof Franciszek Wierzchlejski zum Priester geweiht. 1855 war er Präfekt am Priesterseminar in Przemyśl, 1859 geistlicher Leiter und 1864 Assessor am dortigen bischöflichen Gericht. 1874 erfolgte die Ernennung zum päpstlichen Kammerherrn, sowie zum Präsidenten und Notar des bischöflichen Gerichts. 
Am 27. März 1882 wurde er zum Weihbischof in Przemyśl und gleichzeitig zum Titularbischof von Leuce ernannt. Am 1. Dezember 1885 ernannte ihn Papst Leo XIII. zum Apostolischen Administrator des Bistums Tarnów, da Bischof Józef Alojzy Pukalski bereits am 6. Januar 1885 verstorben war. Am 15. Dezember 1885 erfolgte die Ernennung zum Bischof von Tarnów durch Kaiser Franz Joseph I.
Sein besonderes Anliegen war die Priesterausbildung in seinem Bistum, besonders talentierte Seminaristen schickte er zur Weiterbildung ins Ausland bzw. nach Rom. Er förderte auch das Ordensleben sowie neue Ordensniederlassungen in der Diözese.
Er verstarb während der Osterfeierlichkeiten in seiner Kathedrale und wurde auf dem alten Friedhof in Tarnów beigesetzt.

## Auszeichnungen
- 1884 Wahrer Geheimer Rat des Kaisers "Exzellenz"
- 1894 Päpstlicher Thronassistent und Römischer Graf
- Ehrenbürger von Tarnów, Biecz, Drohobycz und Leżajsk